# Dworczany (rejon miorski)
Dworczany – dawna kolonia. Tereny, na których leżała, znajdują się obecnie na Białorusi, w obwodzie witebskim,  w rejonie miorskim, w sielsowiecie Uźmiony.

## Historia
W czasach zaborów wieś w gminie Leonpol, w powiecie dzisieńskim, w guberni wileńskiej Imperium Rosyjskiego.
W latach 1921–1945 kolonia leżała w Polsce, w województwie wileńskim, w powiecie dziśnieńskim (od 1926 w powiecie brasławskim), w gminie Leonpol.
Według Powszechnego Spisu Ludności z 1921 roku zamieszkiwało tu 218 osób, 21 było wyznania rzymskokatolickiego a 197 prawosławnego. Jednocześnie 6 mieszkańców zadeklarowało polską a 212 białoruską przynależność narodową. Było tu 36 budynków mieszkalnych. W 1931 w 39 domach zamieszkiwało 201 osób.
Wierni należeli do parafii rzymskokatolickiej i prawosławnej w Leonpolu. Miejscowość podlegała pod Sąd Grodzki w Drui i Okręgowy w Wilnie; właściwy urząd pocztowy mieścił się w Leonpolu.
W okresie międzywojennym umiejscowiona była tu strażnica KOP „Dworczany”.